# Lekárovce
Lekárovce est un village de Slovaquie situé dans la région de Košice.

## Histoire
Première mention écrite du village en 1400.

## Démographie

### Évolution de la population
| Année:               | 1994. | 2004.   | 2014.   | 2024.    |
| -------------------- | ----- | ------- | ------- | -------- |
| Nombre de personnes: | 1119  | 1035    | 940     | 835      |
| Différence:          |       | -7,50 % | -9,17 % | -11,17 % |

| Année:               | 2023. | 2024.   |
| -------------------- | ----- | ------- |
| Nombre de personnes: | 834   | 835     |
| Différence:          |       | +0,11 % |

## Politique
| Nom        | Parti politique | Date de l'élection | Fin du mandat |
| ---------- | --------------- | ------------------ | ------------- |
| Ján Gajdoš | SMER            | 02.12.2006         | Déc. 2010     |